# 褚堂街道
褚堂街道是中华人民共和国河南省驻马店市遂平县下辖的一个街道办事处。

## 行政区划
褚堂街道下辖以下村级行政区划单位：
褚堂村、岗关庄村、沟南刘村、屈庄村、小王庄村、于楼庄村、周楼村和八里刘村。